# Kerelslied

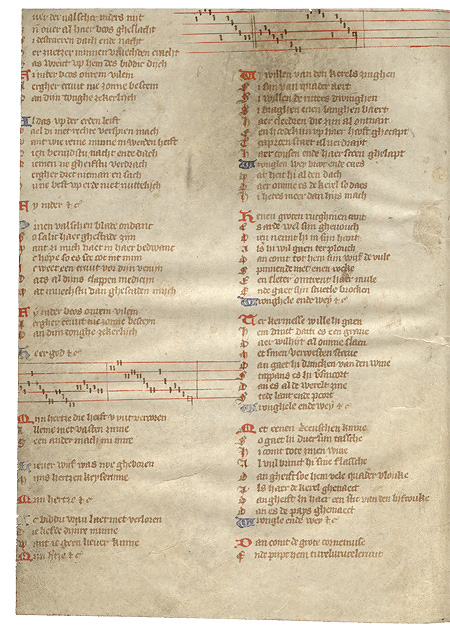
Bladzijde 25v van het Gruuthuuse-handschrift met rechts het Kerelslied

Het Kerelslied is Lied 85 van het Gruuthuse-handschrift. De dichter is onbekend. Het is een spotlied op de boerenstand die in de middeleeuwen minachtend met 'keerlen' werd aangeduid door de adel en de stedelijke burgerij. In de Noordelijke Nederlanden stond Floris V bijvoorbeeld bekend als 'der keerlen God' wegens diens sympathie voor de lagere standen, een affront in de ogen van zijn standgenoten. 
Al in de eerste verzen van het Kerelslied worden de boeren weggezet als domme, onverzorgde en kwaadaardige veelvraten:
"Wi willen van den kerels zinghen
Si syn van quader aert 
Si willen de ruters dwinghen 
Si draghen enen langhen baert 
Haer cleedren die zyn al ontnait 
Een hoedekyn up haer hooft ghecapt 
Tcaproen staet al verdrayt 
Haer cousen ende haer scoen ghelapt
Wronglen wey broot ende caes 
Dat heit hi al den dach 
Daer omme es de kerel so daes 
Hi hetes meer dan hys mach"
(...)
Vertaling:
We zullen eens over de boerkes zingen /
Ze zijn kwaadaardig /
Ze willen de adel naar hun hand zetten /
Ze hebben lange baarden /
Hun kleren zijn volledig kapot /
Een hoedje los op het hoofd /
De kaproen zit helemaal scheef /
Hun kousen gestopt en hun schoenen gelapt /
Wrongel en wei, brood en kaas /
Dat eet hij heel de dag /
Daarom is de boer zo lamlendig /
Hij vreet er meer van dan hij op kan
(...)
Het lied moet in de eerste helft van de veertiende eeuw in het graafschap Vlaanderen ontstaan zijn, mogelijk in of kort na 1328, het jaar van de Slag bij Kassel. Met deze operatie werd een grootscheepse boerenopstand in het graafschap neergeslagen en in die zin zou het lied de spreekwoordelijke trap na zijn.